# Stilfser Joch
Das Stilfser Joch (auch Stilfserjoch; italienisch Passo dello Stelvio) ist ein Gebirgspass in den Ortler-Alpen. Mit einer Höhe von 2757 m s.l.m. ist das Stilfser Joch der höchste durch eine asphaltierte Straße (die SS 38) erschlossene Gebirgspass in Italien und nach dem Col de l’Iseran der zweithöchste Gebirgspass der Alpen. Es verbindet Bormio im Veltlin (Lombardei) mit Prad im Vinschgau (Südtirol) und trennt den Ortler-Hauptkamm vom Chavalatschkamm. Auf der Westseite mündet auf 2503 m die vom Umbrailpass kommende SS 38 dir/B ein. Ebenso auf dieser Seite durchfährt man etwas tiefer gelegen mehrere Kurztunnel. An der Ostrampe, die ins Trafoital hinabführt, kann man in Gomagoi (1260 m) auf die SS 622 in das innere Suldental abzweigen. Auf der Ostseite liegt das Berghotel Franzenshöhe (2188 m).
Die Passstraße ist durchgängig asphaltiert und in der Regel zwischen Ende Mai und November für den Verkehr geöffnet. Die Westrampe von Bormio wird meist etwas früher für den Verkehr geöffnet. Während der kurzen Öffnungszeit herrscht auf dieser Straße starkes Verkehrsaufkommen, vor allem durch Tourismus- und Freizeitfahrten.
In der ersten Juliwoche treffen sich jedes Jahr hunderte Motorradfahrer („Internationales Treffen“).
Das Gebiet um den Pass ist seit 1935 Teil vom Nationalpark Stilfserjoch.

## Geschichte
Das Stilfser Joch, benannt nach der Ortschaft Stilfs östlich des Passes, gehörte nie zu den überregional bedeutenden Pässen; es stand bis zum Bau der Stilfser-Joch-Straße immer im Schatten des Umbrailpasses. Dieser wurde früher „Wormser Joch“ genannt (nach der Ortschaft Bormio, zu deutsch Worms). Das Stilfser Joch nannte man einst „Wormser Steig“. Funde lassen vermuten, dass dieser Steig schon in der Bronzezeit begangen wurde.
In der Römerzeit führte ein Saumweg über den Pass. Er hatte eine gewisse Bedeutung, weil er einen schnellen Zugang und Flankenschutz für die über den Reschenpass führende Via Claudia Augusta bot.
Im Mittelalter wurde das Stilfser Joch noch als Passüberquerung genutzt, in der Frühen Neuzeit nicht einmal mehr von Einheimischen. Im Dreißigjährigen Krieg bedienten sich seiner mehrfach kriegsführende Parteien zu Truppenbewegungen. So nutzten es im Jahr 1632 mailändische Truppen, um Erzherzog Leopold beizustehen. Im Jahr darauf wählte es ein mailändisches Heer mit 12.000 Soldaten und 1600 Pferden, während der Herzog von Feria mit seinem Gefolge den Weg über das Wormser Joch nahm. 1634 zog der spanische Kardinalinfant Don Fernando, Bruder des spanischen Königs Philipp IV., mit 21.000 spanischen Soldaten über das Stilfser Joch in den Vinschgau.

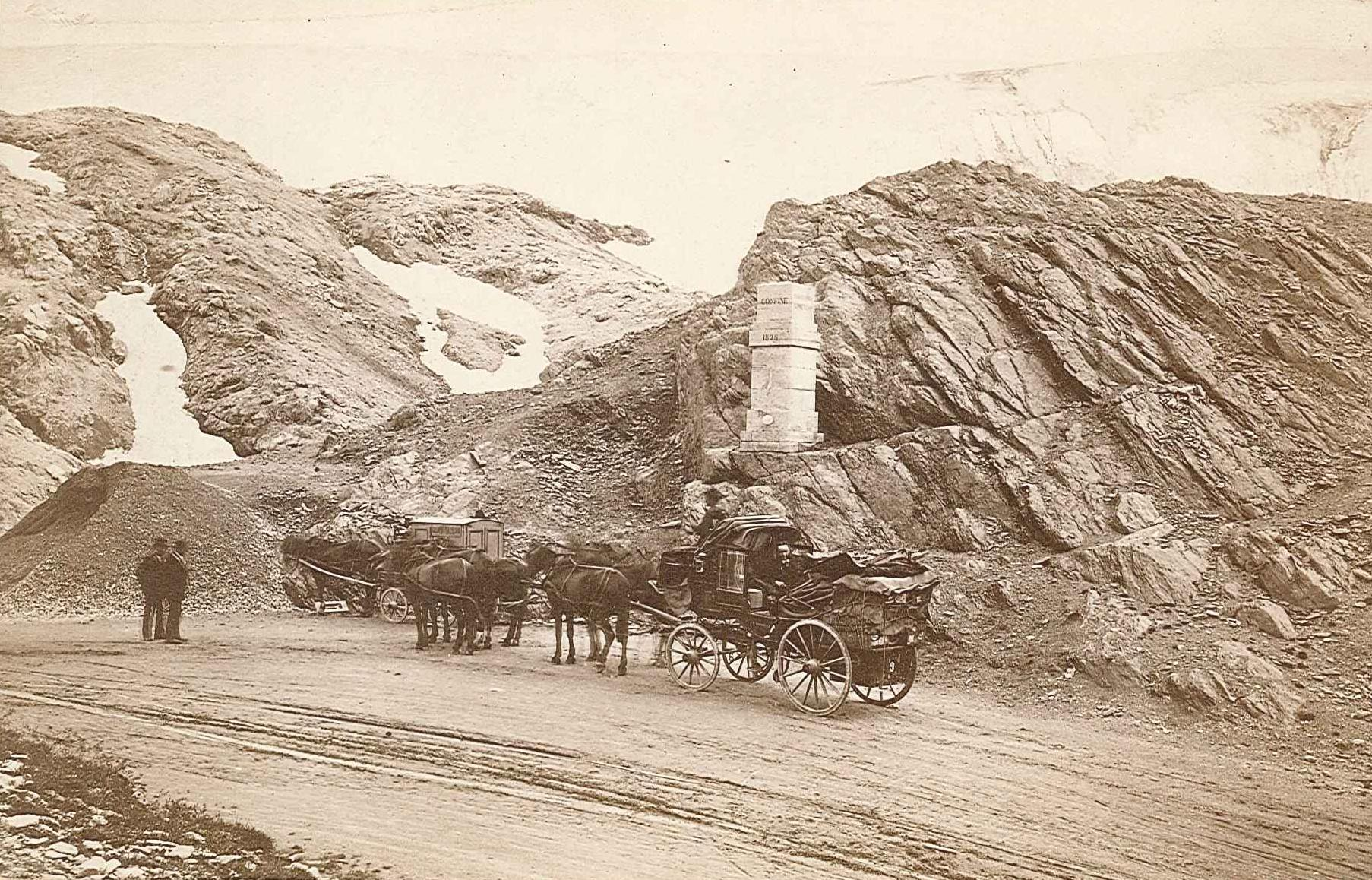
Postkutsche auf dem Stilfser Joch, 1881

Um die Passverbindungen nach Norden zu verbessern, wollte Bormio im Jahre 1795 einen der alten Wege, die über das Wormser bzw. Stilfser Joch führten, zu einem Karrenweg (meist einspuriger ländlicher Fahrweg) ausbauen. Der Widerstand der Engadiner, die befürchteten, dass damit der bisherige durch das Engadin führende Handelsverkehr zum Reschen abgelenkt werden würde, verhinderte einen Ausbau. Als im Jahr 1808 Bayern mit italienischen Gebieten einen Handelsvertrag abschloss, kam es erneut zu Studien zum Bau einer von Bormio nach Norden führenden Passstraße. Neben dem Fraèlepass und dem Wormser Joch betrafen sie vor allem das Stilfser Joch. Die Planung einer weiteren Straße, die über den Gaviapass und durch das Val di Forno ins Martelltal führen sollte, wurde aufgegeben, weil sie zu sehr durch vergletschertes Gebiet geführt hätte. Die Entscheidung fiel auf das Stilfser Joch; ein erstes Projekt einer 2,70 m breiten Straße zwischen Bormio und der Passhöhe wurde entwickelt. Bevor die Planungen über die Passhöhe fortgesetzt werden konnten oder mit dem Bau begonnen werden konnte, änderte sich die politische Lage in Europa so sehr, dass es Wichtigeres gab als den Bau einer Handelsstraße.
Die etwa 50 km lange Straße über das Stilfser Joch wurde von 1820 bis 1825 vom österreichischen Kaiserreich unter der Leitung von Carlo Donegani (1775–1845) gebaut, um die Lombardei, die zum Kaiserreich Österreich gehörte, schnellstmöglich mit den anderen Reichsteilen zu verbinden.

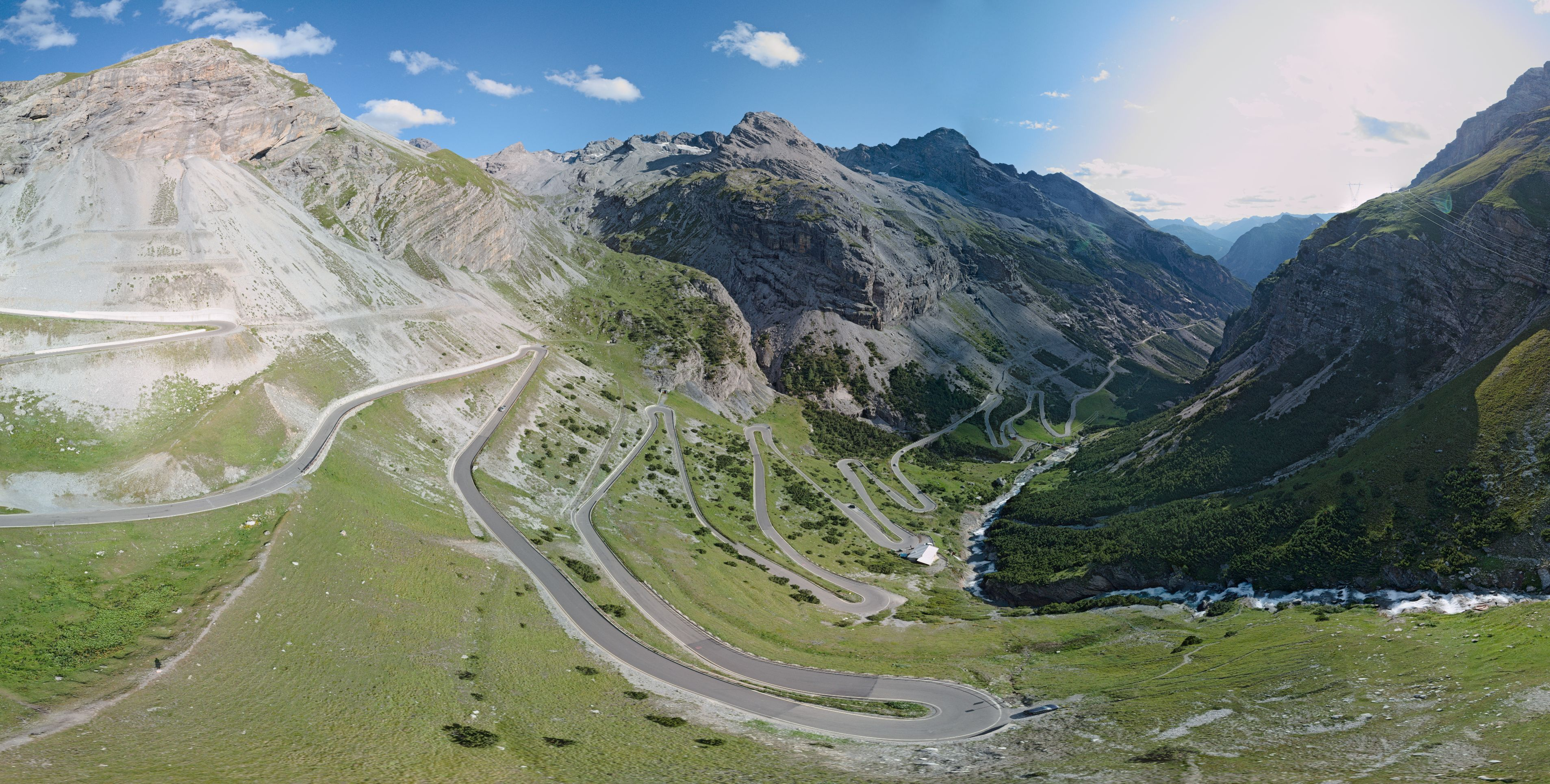
Westrampe des Stilfser Jochs mit der Braulioschlucht

In den Sommermonaten arbeiteten bis zu 2000 Arbeiter täglich an der Straße. Die Passstraße konnte nach 5 Jahren und 3 Monaten Bauzeit im Oktober 1825 eingeweiht werden. 1832 nahm Kaiser Franz I. die straßentechnische Meisterleistung offiziell selbst in Augenschein. Sie weist auf der 27,5 km langen Südtiroler Seite 48 Kehren auf, während die 21,7 km lange Westrampe in der Lombardei mit 34 Kehren auskommt. Die sechs Tunnels auf der Auffahrt von Bormio zwischen Bagni Vecchio und dem zweiten Straßenwärterhaus in der Braulioschlucht, die eine Gesamtlänge von fast 700 m ausmachen, stellten die größten bautechnischen Schwierigkeiten dar.
Die besonders stark lawinengefährdete Ostrampe erforderte bald nach der Einweihung den Bau von hölzernen Lawinenschutztunneln, die eine Gesamtlänge von etwa 3.500 m aufwiesen. Bis 1848 war die Passstraße im Winter geöffnet und konnte mit Pferdeschlitten befahren werden. Für die knapp 50 km lange Strecke zwischen Bormio und Prad wurden inklusive mehrerer Pferdewechsel neun Stunden benötigt. Die Straßenführung wurde seit dem Bau kaum verändert. Die kurvenreiche Nordost-Rampe von Prad (915 m) besteht aus 48 nummerierten Kehren.
Während der Revolution von 1848 wurde die Passstraße von wenigen lombardischen Aufständischen unpassierbar gemacht, indem sie einige hölzerne Lawinenschutztunnel oberhalb von Trafoi in Brand steckten. Die Leichtigkeit, mit der die Straße blockiert werden konnte, veranlasste Radetzky dazu, als Ausweichrouten die Passstraßen über den Tonale und Aprica ausbauen zu lassen. Infolgedessen verlor die Straße über das Stilfser Joch schnell ihre militärische Bedeutung, der sie noch wenige Jahre zuvor ihre Entstehung zu verdanken hatte. In den italienischen Unabhängigkeitskriegen von 1859 und 1866 spielte sie nur noch eine untergeordnete Rolle, so dass man nach dem Wiener Frieden die österreichische Seite darum bat, die Passstraße wenigstens den Sommer über offen zu halten – seit 1859 verlief die Staatsgrenze zwischen dem Kaisertum Österreich und dem Königreich Italien über das Stilfser Joch.
Am 16. Juli 1876 trug sich am Stilfser Joch ein Mord aus Habgier zu, an den heute ein Gedenkstein zwischen Kehre 32 und 33 erinnert.
Im Ersten Weltkrieg verlief zwischen 1915 und 1918 die Italienfront über das Stilfser Joch. Die einzige größere militärische Aktion fand dabei bereits im Juni 1915 wenige Wochen nach Kriegsbeginn statt, als es den Österreichern gelang, den passbeherrschenden Monte Scorluzzo südwestlich der Passhöhe zu besetzen. Aus der Kriegszeit sind noch Überreste von Stellungsanlagen rund um den Pass zu erkennen.
Mit dem Inkrafttreten des Vertrags von Saint-Germain wurde das Stilfser Joch 1920 zum inneritalienischen Pass. 1925 wurde der einst als Gipfelzeichen für den Ortler entworfene Kaiser-Franz-Joseph-Obelisk, nun freilich ohne Kaiserbild und mit italienischer Inschrift im Geiste des italienischen Faschismus, auf der Passhöhe aufgestellt.
Bis ins 19. Jahrhundert geht die Idee einer Ortlerbahn zurück, einer Bahnverbindung zwischen dem Veltlin und dem Vinschgau bzw. der Bahnstrecke Sondrio–Tirano und der Vinschgaubahn. Das Joch sollte dabei mit einem langen Tunnel unterquert werden. Zusammen mit einer Bahn über den Fernpass und der Reschenscheideckbahn sollte die Ortlerbahn den süddeutschen Raum mit Mailand verbinden. Eine neue Vorstudie zum Bahnprojekt wurde 2015 von der Region Lombardei und der Autonomen Provinz Bozen – Südtirol in Auftrag gegeben und 2016 vorgestellt.

## Infrastruktur auf dem Pass

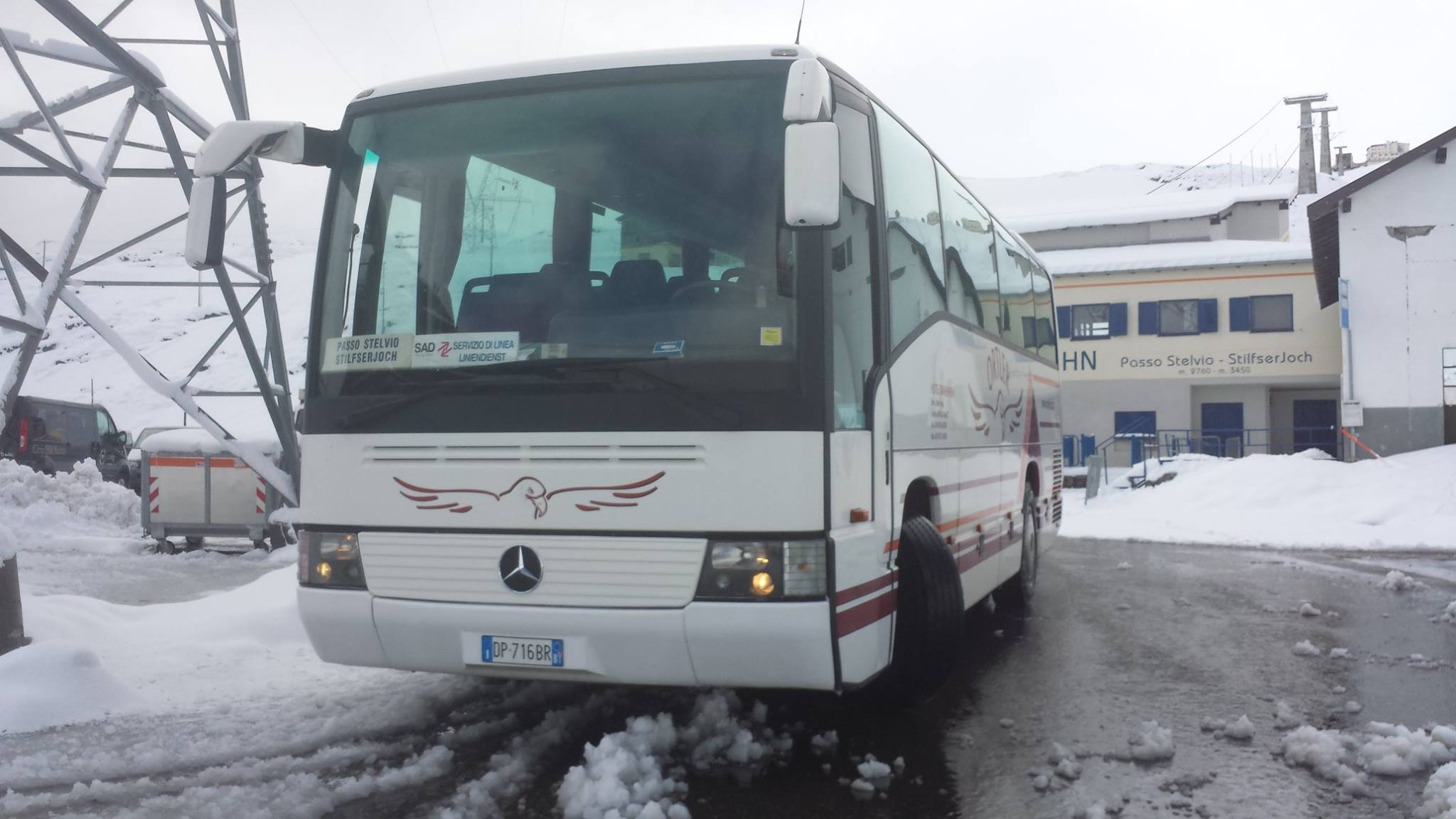
Linienbus am Stilfserjoch

Hotel am Stilfserjoch. Historisches Bild von Leo Wehrli (1927)

1897 wurde mit dem Hotel Ferdinandshöhe das erste Unterkunftshaus auf der Passhöhe geschaffen, das 1911 von der in Trafoi gegründeten Gesellschaft Hotelverein Stilfserjoch übernommen wurde. Neben mehreren Hotels, Cafés und Kiosken sind auf dem Pass eine der höchstgelegenen Kapellen der Alpen sowie eine Filiale der Banca Popolare di Sondrio, die angibt, den höchstgelegenen Bankschalter Europas zu haben.
Auf der Stilfserjochstraße fahren Linienbusse: Die in den Sommermonaten einmal täglich betriebene Schweizer Postautolinie Müstair–Tirano führt von Müstair und Santa Maria Val Müstair aus auf den Umbrailpass und das Stilfser Joch. Von dort aus führt die Linie weiter nach Bormio und Tirano.

## Umgebung

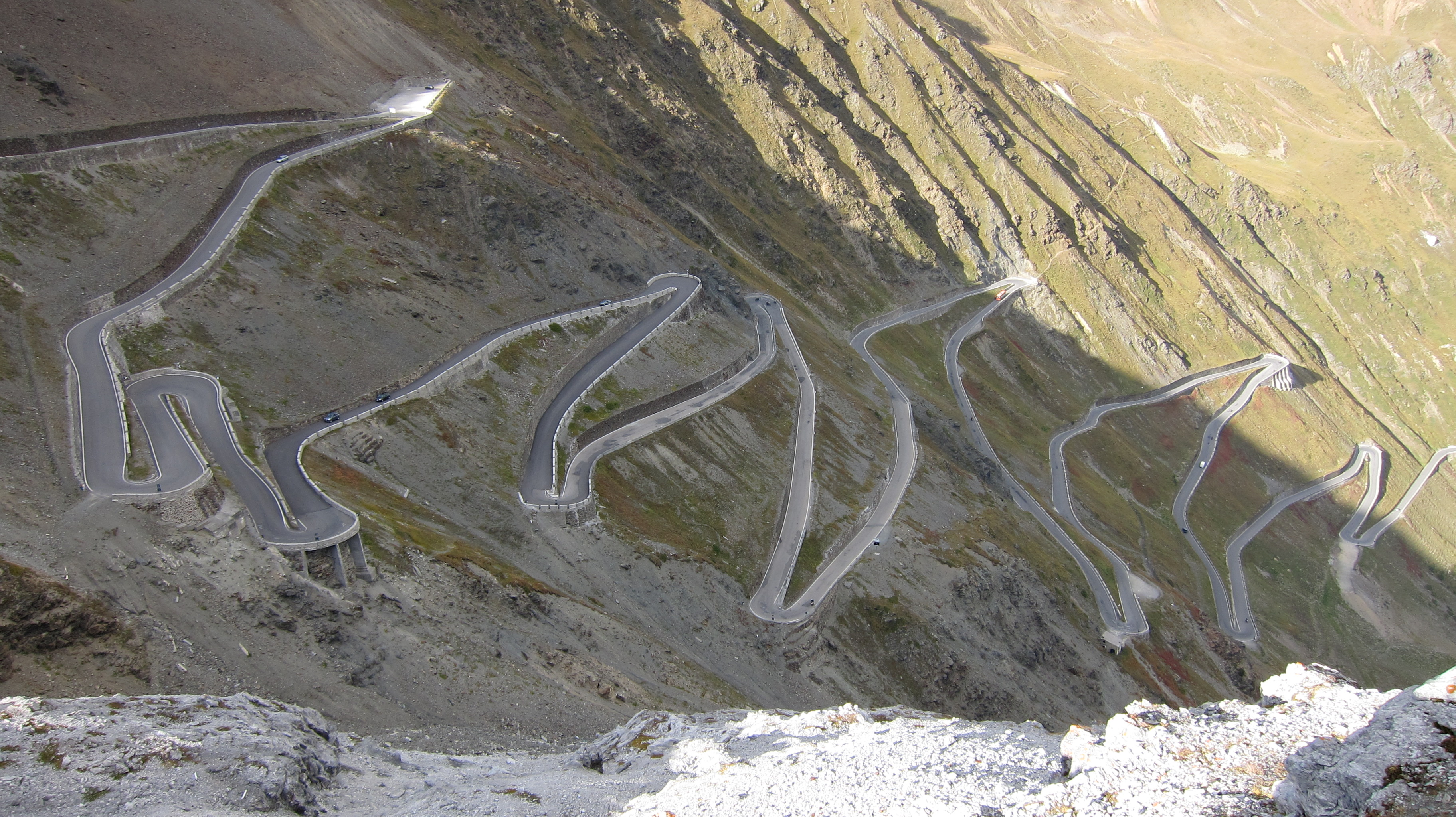
Ostrampe des Stilfser Jochs von der Tibethütte aufgenommen

Südlich des Stilfser Joches beginnt der Kristallkamm der Ortler-Alpen, der von hier Richtung Osten streicht. Die ersten Gipfel dieses Massivs sind der 3095 m hohe, leicht zu ersteigende, jedoch selten begangene Monte Scorluzzo mit umfassender Sicht auf die Passhöhe, sowie der schon im Sommerskigebiet befindliche 3174 m hohe Monte Livrio. Der Hauptgipfel der Ortler-Alpen, der 3905 m s.l.m. hohe Ortler, ist in ostsüdöstlicher Richtung vom Joch gut sichtbar.
Nördlich des Stilfser Joches schließt sich die Dreisprachenspitze (2843 m) an, der erste Gipfelpunkt des Chavalatschkamms. An ihr berühren sich die italienischsprachige Lombardei, das früher in dieser Gegend ausschließlich deutschsprachige Südtirol und das rätoromanische Graubünden. Lohnend ist eine Fußwanderung beginnend von der Passhöhe auf der nördlichen Talseite parallel oberhalb der Passstraße auf markiertem Bergsteig bis nach Trafoi.

## Sport

### Motorsport
Bis zum Zweiten Weltkrieg fanden am Stilfser Joch regelmäßig Bergrennen statt, an denen sich mit Hans Stuck, Tazio Nuvolari, Rudolf Caracciola einige der größten Rennfahrer der Zeit beteiligten.
Am 28. August 1932 siegte Hans Stuck auf Mercedes-Benz SSKL. In den Jahren 1933 bis 1936 und 1939 war Mario Tadini auf Alfa Romeo insgesamt fünfmal erfolgreich. 1938 siegte Piero Dusio.
Moto Guzzi produzierte von 2008 bis 2016 eine Reiseenduro unter dem Namen Stelvio sowie ab Ende 2023 ein Nachfolgemodell. Alfa Romeo nannte seinen 2017 vorgestellten SUV Stelvio.

### Radsport

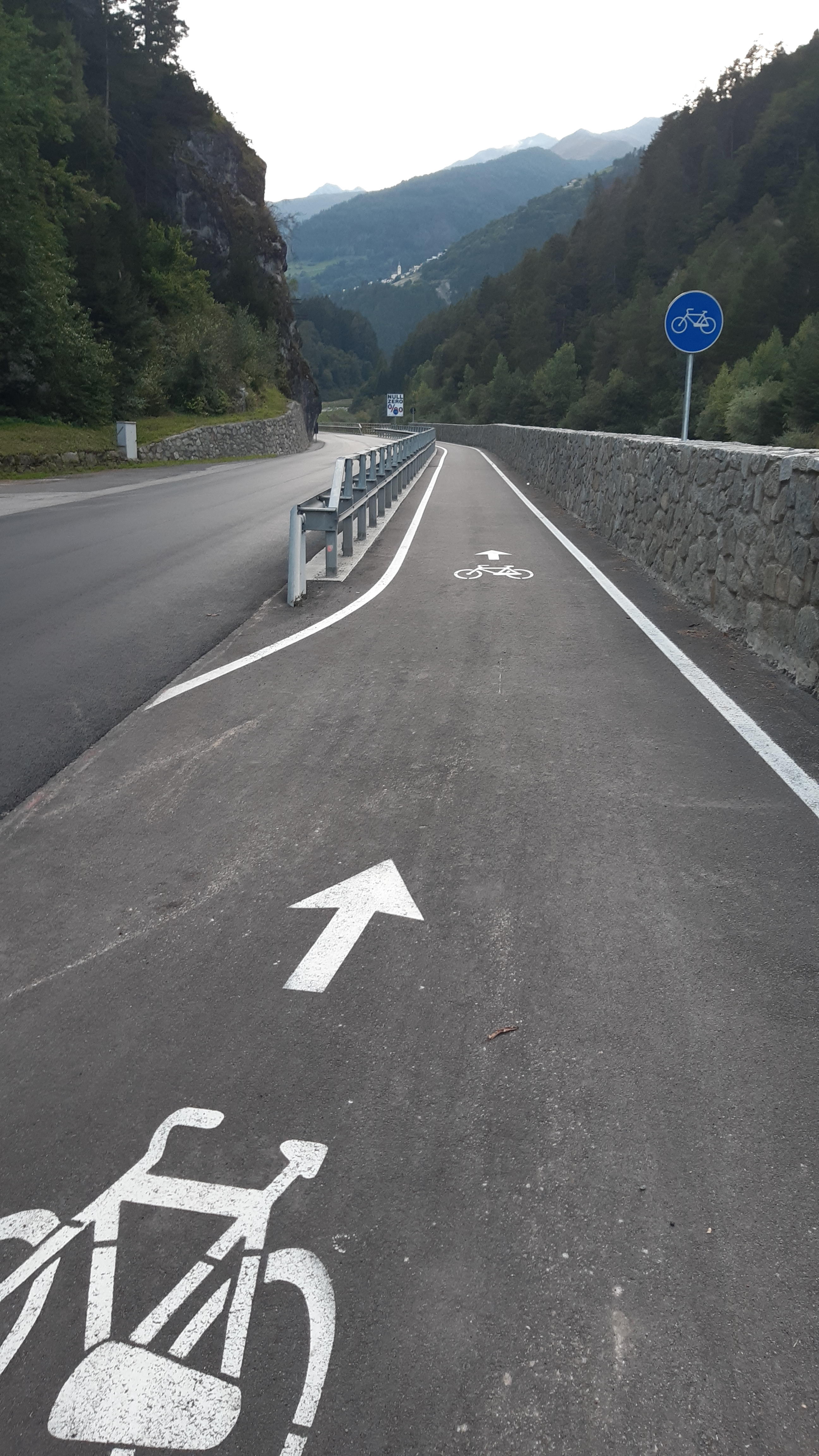
Beginn der Fahrradspur am Ortsausgang von Prad

Das Stilfser Joch zieht wegen seiner kurvenreichen Straßenführung jährlich tausende sportbegeisterte Radfahrer an. Radfahrern bietet sich eine Rundfahrt mit dem Ausgangspunkt in Prad am Stilfserjoch (am Fuße der Passstraße) oder aber der Stadt Glurns an. Die übliche Route führt über das Stilfser Joch bis kurz nach der Passhöhe, dann über den Umbrailpass und Santa Maria Val Müstair durch die Schweiz wieder zurück nach Glurns beziehungsweise Prad. Vor allem die Ostrampe mit ihren 48 Kehren ist überaus beliebt bei ambitionierten Radfahrern und gilt als Härtetest. Um die Sicherheit zu erhöhen, ist der untere Bereich zwischen Prad und Stilfser Brücke seit Sommer 2023 mit einer ca. zwei Kilometer langen räumlich getrennten Radspur für den bergauf führenden Verkehr ausgestattet. Eine Verlängerung des getrennten Radwegs bis Gomagoi ist angedacht. Bis dorthin weist die Straße noch keine ihrer charakteristischen Spitzkehren auf.
Auch das berühmte Radrennen Giro d’Italia führt oft über das Stilfser Joch. Bei der Passhöhe erinnert ein Denkmal an den legendären italienischen Radrennfahrer Fausto Coppi, der den Giro d’Italia fünfmal gewann. Mit insgesamt 48 Haarnadelkurven gilt das Stilfser Joch unter Radsportbegeisterten als „Königin der Alpenpässe“.
Seit 2001 wird am ersten Samstag im September oder am letzten Samstag im August der Radtag Stilfserjoch veranstaltet, bei dem die Straße (von Trafoi bis Bormio) von morgens bis in den späten Nachmittag hinein für den motorisierten Verkehr gesperrt wird und allein den tausenden Fahrradfahrern und (einigen wenigen) Wanderern oder Läufern vorbehalten ist. Seit 2007 ist auch die Straße von Santa Maria im Münstertal über den Umbrailpass an diesem Tag für den Verkehr gesperrt.
Mitte Juli wird alljährlich vom Amateurradsportverein Vinschgau ein Radrennen mit Start in Prad und Ziel auf der Passhöhe des Stilfser Jochs organisiert. Das jährlich Ende Juni stattfindende Jedermannrennen „Dreiländergiro“ mit Start in Nauders (Tirol) führt über den Pass.
Im Ultracycling war das Stilfser Joch 2013 und 2014 Checkpoint des Transcontinental Race und 2019 des Three Peaks Bike Race.

### Skisport
Am Stilfser Joch befindet sich eines der letzten Sommerskigebiete der Alpen. Der Skibetrieb findet auf dem Ebenferner unterhalb der Geisterspitze statt. Da die Passstraße als einzige Zugangsmöglichkeit von November bis Ende Mai geschlossen wird (die kleine Siedlung ist zu dieser Zeit unbewohnt), ist das Skigebiet neben dem beim Rifugio 3A im Val Formazza das einzige der Alpen, das ausschließlich im Sommer betrieben wird. Im Skigebiet Stilfser Joch trainieren regelmäßig viele Ski-Nationalmannschaften aus ganz Europa. Es beginnt ab einer Höhe von 2760 m und erstreckt sich laut Prospekt bis auf eine Höhe von 3450 m. Tatsächlich endet der höchste Lift etwas niedriger, und die Abfahrt bis zum Pass ist aus Schneemangel meistens nur in den ersten und letzten Tagen der Saison im Frühjahr bzw. Herbst möglich. Für Langläufer stehen drei Loipen zur Verfügung.
An Aufstiegshilfen verblieben sind noch sechs Bahnen und Lifte, neben den beiden Zubringerbahnen vom Pass zur „Trincerone“ und von dort weiter zum „Livrio“ sind dies die Schlepplifte Geister I und II, Payer und Cristallo. Alle weiteren Lifte wurden in den vergangenen Jahren stillgelegt und/oder abgebaut. Aus seilbahntechnischer Sicht interessant ist hierbei die Bahn vom Typ Funifor, die die „Trincerone“ mit dem „Livrio“ verbindet und vom System her (zwei Tragseile in einem Abstand größer als die Kabinenbreite, zwei Zugseilstränge) im Jahr 2000 eine „Weltneuheit“ darstellte.
Das Sommerskigebiet wird im Allgemeinen zu Pfingsten eröffnet und schließt gemeinsam mit der Passstraße im November. 2017 musste die Sommerskisaison vorzeitig bereits Anfang August beendet werden. Die vorangegangenen schneearmen Winter und der äußerst warme Sommer mit einer Nullgradgrenze auf über 4000 m Höhe ließen die dünne Schneeschicht fast vollständig abschmelzen und machten jeden weiteren Skibetrieb unmöglich.

### Marathonlauf
Am 17. Juni 2017 fand am Stilfser Joch zum ersten Mal ein Marathonlauf statt, der seither jährlich im Juni ausgetragen wird. Die Strecke führt über 42,195 km von Prad am Stilfserjoch über die Furkelhütte bis auf die Passhöhe, daneben werden Wettbewerbe in kürzeren Distanzen und als Trailrun über die Halbmarathondistanz angeboten.

## Maut

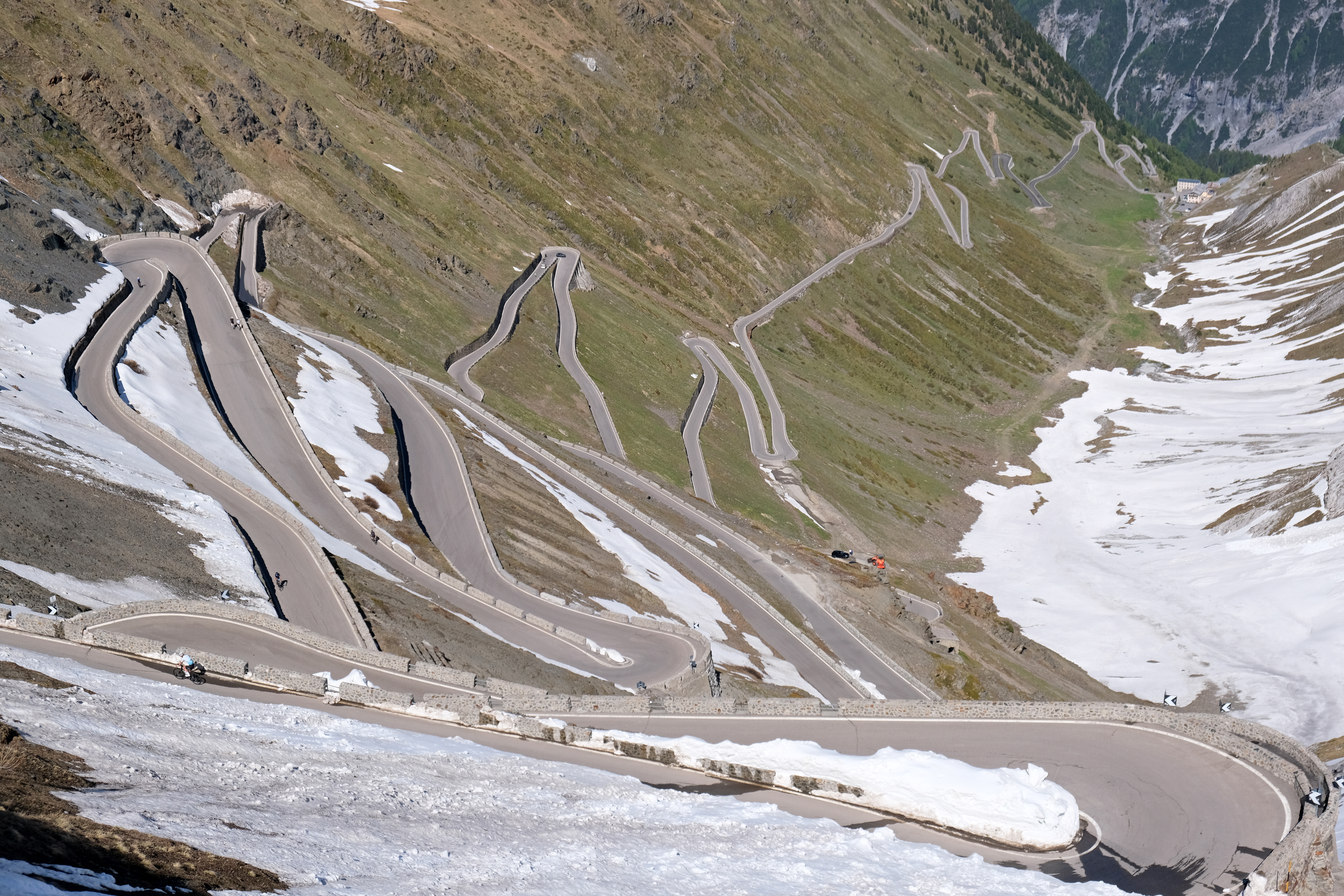
Ostrampe des Stilfser Jochs

Von 1894 bis 1903 wurde für die Refinanzierung der Baukosten eine Maut erhoben.
Ab Juli 2006 bereitete die Südtiroler Landesregierung eine erneute Maut vor. Mit dieser Maßnahme war beabsichtigt, zum einen den Verkehr zu reduzieren und zum anderen Investitionen in die Verkehrssicherheit zu finanzieren. Die für 2013 geplante Einführung, zunächst zum 1. Januar, dann zum 13. Mai, wurde kurz zuvor abgesagt. Über die Mautkosten kursierten u. a. Preise von 10 EUR bis 30 EUR pro Kraftfahrzeug.
Seit 2015 arbeitet eine übergreifende Arbeitsgruppe mit Vertretern aus dem Vinschgau, Bormio, Val Müstair und dem Nationalpark Stilfserjoch an verschiedenen Vorschlägen zur Aufwertung des Stilfser Jochs. In diesem Zusammenhang war erneut eine Art „Eintrittsgebühr“ ab 2019 im Gespräch.
Stand Mai 2024 ist das Befahren der Passstraße kostenfrei – die Einführung einer Maut noch unsicher.

## Kulturelle Rezeption

### Top Gear
In der ersten Folge der zehnten Staffel des Automagazins Top Gear (erstmals ausgestrahlt am 7. Oktober 2007) wurde die Straße zum Stilfser Joch als „world greatest driving road“ dargestellt, als „großartigste Fahrstraße der Welt“. Hierbei lag das Augenmerk auf der Streckenführung, die eine sportliche Fahrweise in spektakulärer Umgebung ermöglicht – diese Kriterien fanden die Moderatoren am Stilfser Joch gegeben. Für die Dreharbeiten wurden stark motorisierte, gewichtsoptimierte Sportwagen von Porsche, Lamborghini und Aston Martin mit Straßenzulassung genutzt, die Strecke wurde für den Verkehr gesperrt, und es wurden Hubschrauber eingesetzt.

### Dokumentarfilm
Im Jahre 2014 wurde dem Stilfser Joch ein eigener Dokumentarfilm namens „Stilfser Joch. Kreuzweg des Friedens“ gewidmet.